# Betessläpp

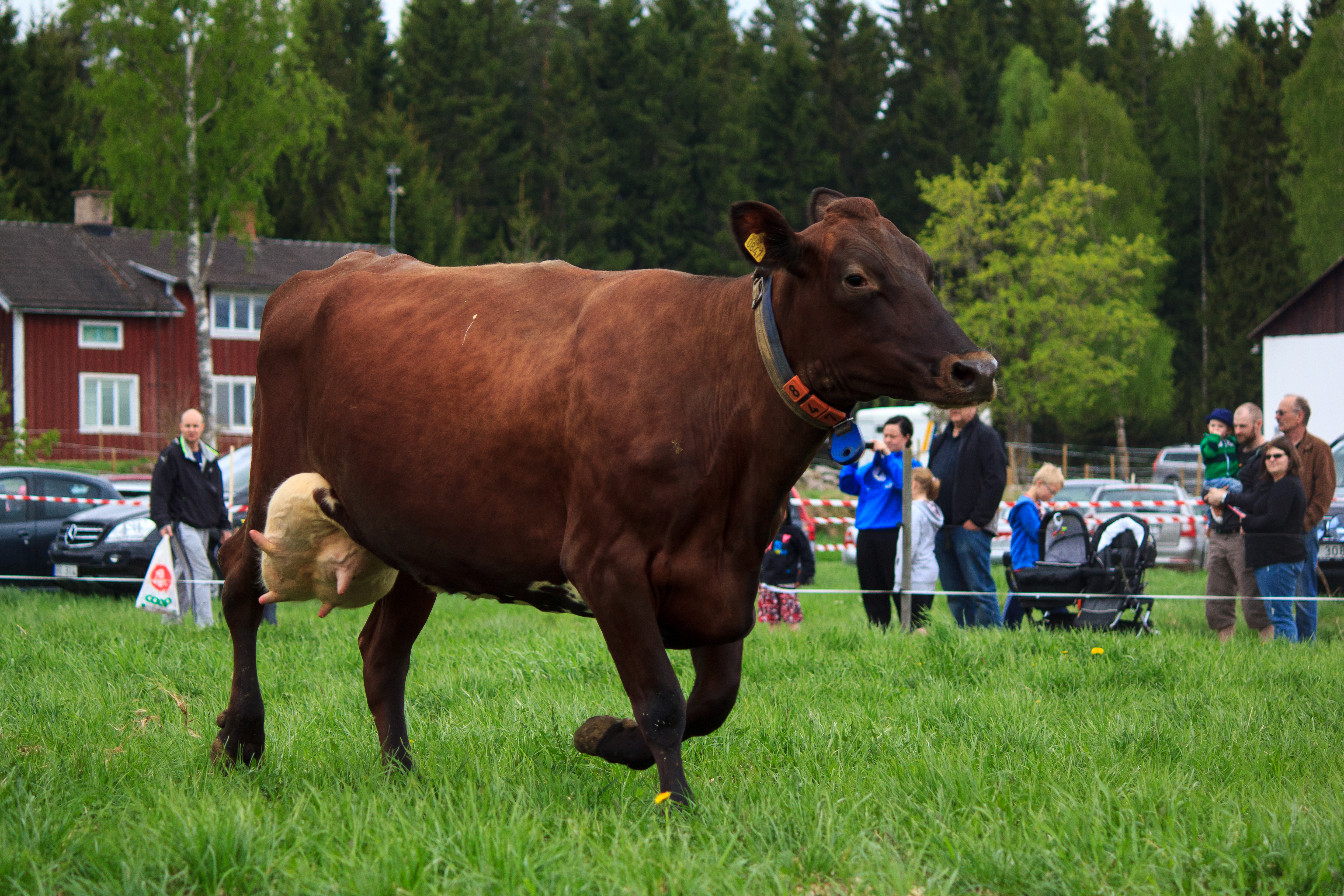
Ko vid betessläpp i Västerby, Stora Skedvi socken, 2013

Betessläpp, även kallat kosläpp, är det tillfälle på våren då mjölkkor släpps ut på grönbete efter att ha varit inomhus i ladugård under vintern. När korna kommer ut hoppar de omkring och gnuggar sig i gräset och verkar uppenbart glada att få komma ut. Förutom glädjen att få komma ut i friska luften och få färsk föda på nya betesmarker prövas också kornas inbördes rangordning i flocken.
Vid betessläppet öppnar många gårdar upp för besökare som ofta även har öppet hus på gården. 2012 räknade mjölkproducenten Arla med 120 000 besökare på kosläppen på 49 av deras utvalda gårdar i Sverige. 2014 räknade man 150 000 besökare, att jämföra med 2005 då ett tusental personer kom.
I överförd bemärkelse kommer uttrycket glad som en kalv på grönbete från skeendena vid betessläpp.

## Galleri

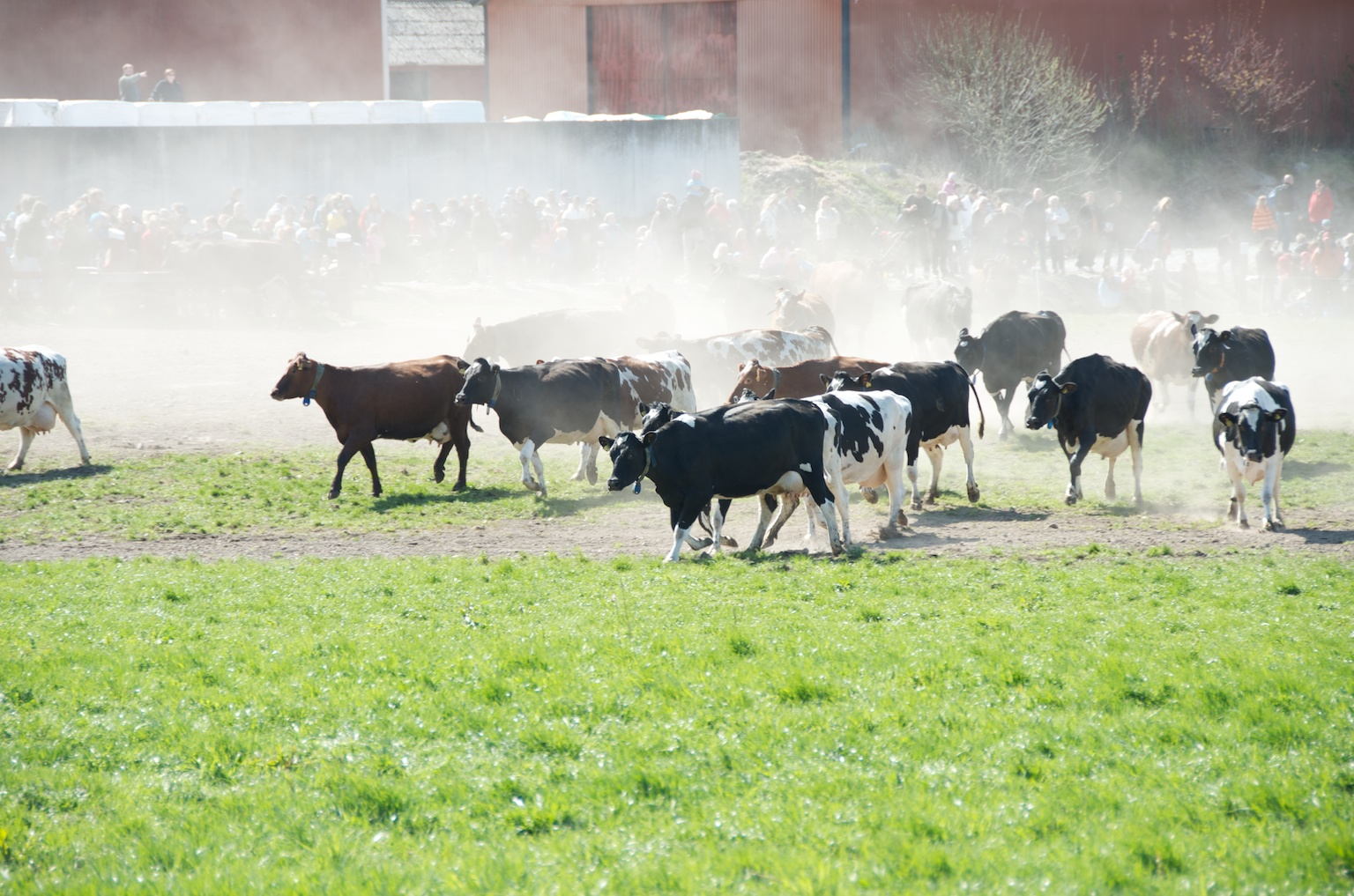
Kor som just sprungit ut i Womtorp 2012.
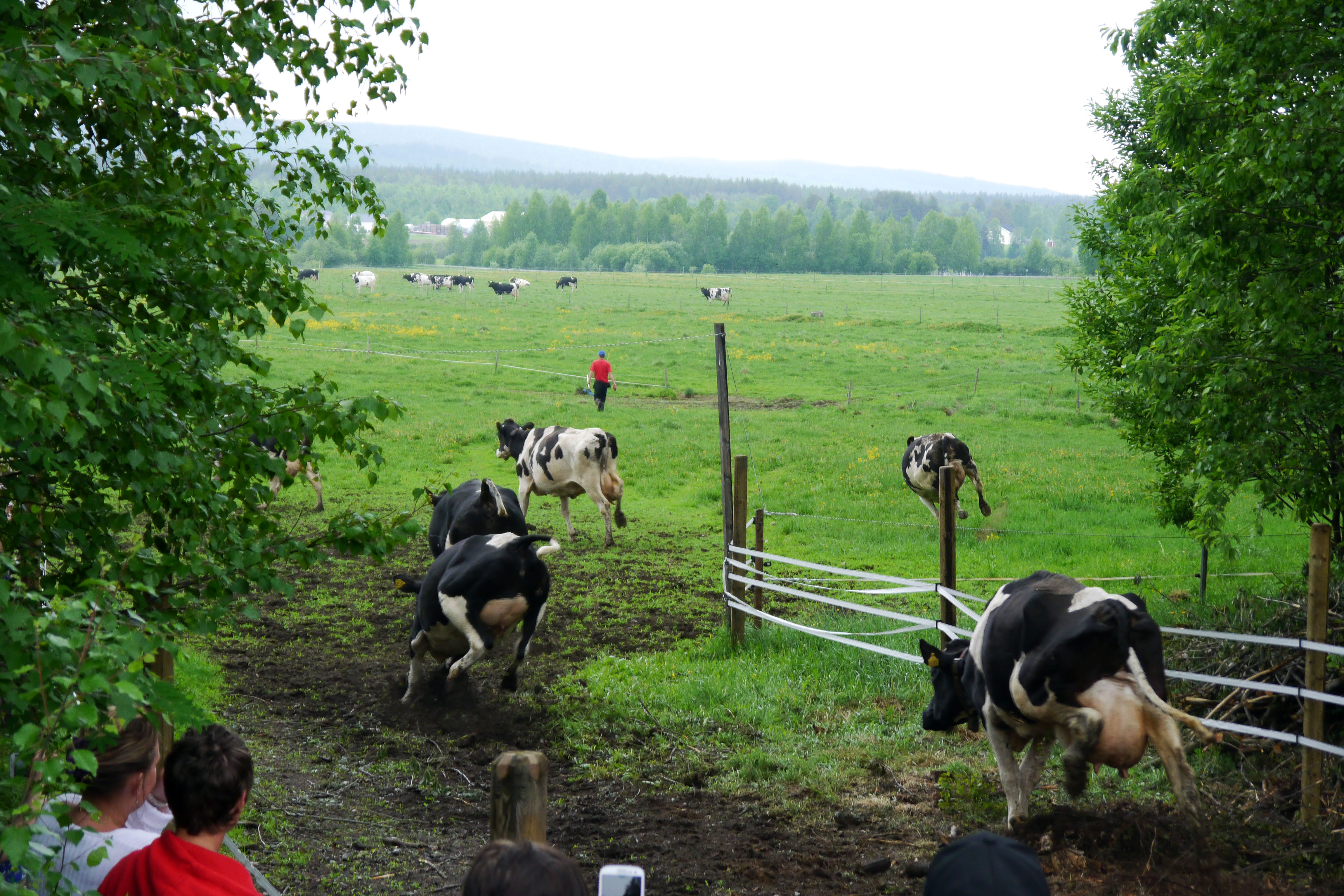
Betessläpp i Heden utanför Boden, 2013.